# Liste der Abgeordneten zum Südtiroler Landtag (XVI. Legislaturperiode)
Die Liste der Abgeordneten zum XVI. Südtiroler Landtag listet alle bei der Landtagswahl 2018 gewählten Abgeordneten und etwaige Nachrücker auf.

## Abgeordnete
| Name                     | Partei bzw. Liste                              | Vorzugsstimmen |
| ------------------------ | ---------------------------------------------- | -------------- |
| Philipp Achammer         | Südtiroler Volkspartei                         | 33.288         |
| Daniel Alfreider         | Südtiroler Volkspartei                         | 12.114         |
| Magdalena Amhof          | Südtiroler Volkspartei                         | 6.780          |
| Myriam Atz Tammerle      | Süd-Tiroler Freiheit                           | 3.403          |
| Paula Bacher 1           | Südtiroler Volkspartei                         | 5.515          |
| Massimo Bessone          | Lega Nord                                      | 4.398          |
| Waltraud Deeg            | Südtiroler Volkspartei                         | 16.760         |
| Riccardo Dello Sbarba    | Verdi Grüne Vërc                               | 4.505          |
| Peter Faistnauer 2       | Team K                                         | 3.002          |
| Brigitte Foppa           | Verdi Grüne Vërc                               | 6.997          |
| Marco Galateo 3          | Fratelli d’Italia                              | 460            |
| Maria Hochgruber Kuenzer | Südtiroler Volkspartei                         | 9.456          |
| Sven Knoll               | Süd-Tiroler Freiheit                           | 9.118          |
| Paul Köllensperger       | Team K                                         | 29.530         |
| Arno Kompatscher         | Südtiroler Volkspartei                         | 68.210         |
| Jasmin Ladurner 4        | Südtiroler Volkspartei                         | 6.825          |
| Gert Lanz                | Südtiroler Volkspartei                         | 9.164          |
| Andreas Leiter Reber     | Die Freiheitlichen                             | 5.021          |
| Franz Locher             | Südtiroler Volkspartei                         | 11.025         |
| Ulli Mair                | Die Freiheitlichen                             | 9.030          |
| Rita Mattei              | Lega Nord                                      | 2.381          |
| Diego Nicolini           | MoVimento 5 Stelle                             | 516            |
| Josef Noggler            | Südtiroler Volkspartei                         | 10.093         |
| Alex Ploner              | Team K                                         | 5.952          |
| Franz Ploner             | Team K                                         | 4.563          |
| Helmuth Renzler          | Südtiroler Volkspartei                         | 8.513          |
| Sandro Repetto           | Partito Democratico                            | 2.562          |
| Maria Elisabeth Rieder   | Team K                                         | 3.063          |
| Arnold Schuler           | Südtiroler Volkspartei                         | 19.799         |
| Hanspeter Staffler       | Verdi Grüne Vërc                               | 3.377          |
| Helmut Tauber            | Südtiroler Volkspartei                         | 7.082          |
| Josef Unterholzner 5     | Team K                                         | 3.496          |
| Alessandro Urzì 6        | L’Alto Adige nel Cuore Fratelli d’Italia Uniti | 2.189          |
| Manfred Vallazza         | Südtiroler Volkspartei                         | 8.021          |
| Giuliano Vettorato       | Lega Nord                                      | 3.001          |
| Carlo Vettori 7          | Lega Nord                                      | 2.382          |
| Thomas Widmann 8         | Südtiroler Volkspartei                         | 10.590         |

1 nach dem Rücktritt von Jasmin Ladurner am 18. Jänner 2022 nachgerückt
2 im August 2021 aus dem Team K ausgeschlossen und in der Folge eigene Fraktion Perspektiven für Südtirol gegründet
3 nach dem Rücktritt von Alessandro Urzì am 8. November 2022 nachgerückt
4 nach ihrem Rücktritt am 18. Jänner 2022 durch Paula Bacher ersetzt
5 im August 2020 aus dem Team K ausgetreten und im September eigene Fraktion Enzian gegründet
6 nach seinem Rücktritt am 8. November 2022 durch Marco Galateo ersetzt
7 am 2. Dezember 2019 aus der Lega Nord ausgetreten und eigene Fraktion Alto Adige Autonomia gegründet; seit Mai 2021 Mitglied von Forza Italia
8 im Juli 2023 aus der SVP ausgetreten und eigene Fraktion Für Südtirol mit Widmann gegründet